# Ana Fernández-Sesma
Ana Fernández-Sesma Cordón (Cáceres, 1965) es una investigadora y viróloga española, profesora de la Escuela Icahn de Medicina en Monte Sinaí en Nueva York (Estados Unidos).

## Biografía
Fernández-Sesma nació en Cáceres en 1965, y con cinco años se trasladó a Béjar. Mientras estaba allí, un tío suyo, que era médico, vacunó (probablemente de poliomielitis o viruela) a todos los primos y les estuvo explicando la importancia de las vacunas.  Aquella experiencia la marcó, y fue clave para que se dedicara a la biología médica y al estudio de las enfermedades infecciosas.
Inició sus estudios de Bachillerato en el IES Ramón Olleros (Béjar), desde donde se trasladó a estudiar biología en la Universidad de Salamanca, y posteriormente se trasladó a Nueva York a principios de los años 90 junto con su pareja, que posteriormente se convirtió en su marido, Adolfo García Sastre. Una vez en Nueva York, trabajó en dos laboratorios, el del doctor Peter Palese, donde aprendió sobre virología molecular, y el del doctor Thomas Moran, en el que estudió a fondo todo lo que rodea a la inmunología. A partir de 2005, estableció su propio grupo de investigación, también en el Monte Sinaí, enfocado al estudio sobre cómo los virus manipulan el sistema inmune humano para infectarlo y propagarse.

## Trayectoria
Fernández-Sesma es catedrática de Microbiología y Enfermedades Infecciosas en la Facultad de Medicina del Monte Sinaí de Nueva York, en la  que obtuvo su doctorado en Ciencias Biomédicas en 1998. Es investigadora en la Escuela Icahn de Medicina del complejo hospitalario Monte Sinaí de Nueva York, donde dirige un proyecto sobre el dengue. En su laboratorio, estudian la modulación de la inmunidad innata frente a virus como los del dengue (DENV) y la gripe (IAV), entre otros, utilizando sistemas humanos primarios tales como las células dendríticas, macrófagos y amígdalas.
Está al frente de dos proyectos de investigación que utilizan tecnología OMICS para estudiar la respuesta inmune a las infecciones virales. Uno es molecular, "enfocado a entender cómo el SARS-CoV-2 manipula el sistema inmune humano para poder encontrar los puntos débiles del virus" y el segundo proyecto "es más ambicioso y en colaboración con varioscentros sanitarios en Estados Unidos para estudiar la respuesta inmune y la carga viral en pacientes hospitalizados haciendo un seguimiento largo".  Está además muy comprometida con la educación universitaria y el mentoring. Es codirectora del departamento de microbiología Main Training Area (MTA) de la Graduate School of Biomedical Sciences del ISMMS desde 2010.
Es autora, junto con otros colaboradores, de más de 75 publicaciones y forma parte del consejo editorial de múltiples publicaciones, como el Journal of Virology, PLOS Pathogens y  mSphere, entre otras. Ha participado en varios estudios realizados para el Instituto Nacional de Salud (NIH), para el Centro para el Control y Prevención de Enfermedades (CDC) y para el Departamento de Defensa de Estados Unidos (DoD), y es miembro del Consejo científico de la División de enfermedades infecciosas y microbiología del Instituto Nacional de Alergias y Enfermedades Infecciosas (NIH/NIAID).

## Reconocimientos
En 2013, Fernández-Sesma fue nombrada mejor mentora de la facultad para los becarios de postdoctorado. Su laboratorio ha recibido financiación del NIH y del Departamento de Defensa, y durante los últimos 4 años, ha sido reconocido como uno de los 5 mejores. Además, el Blue Ridge Institute for Medical Research (BRIMR) la considera la mejor investigadora femenina en proyectos de microbiología financiados por el NIH en Estados Unidos.
En 2022 fue reconocida como una de la 100 mujeres más influyentes de España por la lista Forbes.
En 2023 fue distinguida con el VI Galardón Camino Real, reconocimiento de aquellos españoles que desempeñan su labor en EE. UU. proyectando y potenciando una imagen positiva de España en aquel país.
También en 2023 fue reconocida como una de las personas más influyentes en España en el área de ciencia y de tecnología.